# Агафангел (Соловьёв)
Архиепи́скоп Агафа́нгел (в миру Алексе́й Фёдорович Соловьёв; 8 (20) февраля 1812, село Ильинское, Шуйский уезд, Владимирская губерния — 8 (20) марта 1876, Житомир) — епископ Русской православной церкви, архиепископ Волынский и Житомирский. Гебраист.

## Биография
Родился 8 (20) февраля 1812 года в семье священника села Ильинского Шуйского уезда, в 1836 году окончил курс во Владимирской семинарии и Московской духовной академии, получил степень магистра богословия уже постриженный (23 июня 1835 года), с 20 июня 1836 года — иеромонах и с 20 августа бакалавр по классу толкования Священного Писания.
8 октября 1838 года определён библиотекарем и 3 декабря 1839 года назначен членом конференции академии, а в 1841 году — соборным иеромонахом лавры.
В 1838 году студенты Санкт-Петербургской духовной академии получили позволение начальства для облегчения занятий по классу еврейского языка отлитографировать классный перевод еврейской Библии, сделанный с филологической целью профессором Герасимом Павским. В 1839 году было выпущено 150 экземпляров этого перевода. В них заключались: книга Иова, Книга Екклесиаста, Песнь песней Соломона, Книга притчей Соломоновых, а также Большие и Малые Пророки. В 1841 году состоялось 2-е издание этого перевода для подписчиков из студентов, кроме Санкт-Петербургской, ещё Киевской и Московской академий. Когда экземпляры попали в Москву, иеромонах Агафангел сообщил об этом членам Святейшего синода в форме безымянного «письма из Владимира», посланного к трём митрополитам. В письме этом перевод назывался «злоречием древнего змия», вредным для употребления христиан, ради отступлений от истины, «умолчанием имени Иисуса Христа в пророчествах». Письмо Агафангела с экземпляром литографированного перевода митрополит Киевский Филарет препроводил к обер-прокурору Святейшего синода графу Николаю Протасову, после чего Павский был привлечён к ответу. Триста экземпляров перевода было изъято и уничтожено.
28 февраля 1842 года Агафангелу поручено исправлять должность инспектора Московской духовной академии. 23 марта митрополит Филарет утвердил его в этой должности и поручил ему читать нравственное богословие.
В сентябре того же года назначенный ректором Харьковской семинарии, Агафангел 22 октября возведён в сан архимандрита, а затем из Харькова переведён ректором в Костромскую семинарию (1845 года). 20 января 1854 года назначен ректором Казанской духовной академии.
Назначенный епископом Ревельским 4 марта 1857 года, Агафангел был рукоположён 31 марта.
С 6 февраля 1860 года был Вятским епархиальным епископом.
Памятником деятельности преосвященного Агафангела в Вятке было основание училища для девиц духовного звания на 270 воспитанниц с содержанием бесплатно 60 сирот. Училище это к 1869 году, расходуя до 37 000 рублей, имело запасного капитала уже 45 000 рублей, выпустив до 40 девиц с правами домашних учительниц. Кроме того, в Вятке Агафангел устроил епархиальную библиотеку, в которую пожертвовал много книг. В бытность ректором Казанской духовной академии Агафангел начал издавать журнал «Православный собеседник», а в Житомире предпринял издание «Епархиальных ведомостей», устроил при семинарии общежитие и основал училище для девиц духовного звания.
С 17 июля 1866 года — епископ Волынский и Житомирский.
На Волыни преосвященный Агафангел проявил и другого рода деятельность, содействуя просветительным целям графини Антонины Блудовой в пользу православия. В видах содействия этому преосвященным заведено в Почаевской лавре ремесленное училище.
31 марта 1868 года возведён в сан архиепископа.
Любитель просвещения, Агафангел был большим знатоком древних, особенно еврейского, и новейших языков, любил музыку и естественные науки, оставаясь своеобразным во взгляде на обязанности и права духовных пастырей. Он отстаивал неограниченную власть епископа над подчинённым духовенством и признавал проекты комитета о духовно-судебной реформе антиканоническими. Влияние еврейства он не допускал и всячески ему противодействовал в управляемых им епархиях, особенно на Волыни. Вообще Агафангел проявлял, кроме последнего года жизни — когда жаловался на упадок сил и лечился, — замечательную точность в труде и распределении времени. Кроме лекций, начав службу наставника, Агафангел много писал и делал выписки из всего прочитанного, посвящая постоянно свои досуги чтению, самому разнообразному, интересуясь ходом науки и приобретая книги.
Скончался 8 марта 1876 года в Житомире, заболев ещё в 1875 году, когда посетил в последний раз родину, где устраивал церковь и церковно-приходскую школу, которая содержалась на проценты с капитала, пожертвованного Агафангелом.

## Сочинения
Некоторые из сочинений Агафангела напечатаны, но большая часть осталась в рукописях. Напечатаны были:
- «Перевод с еврейского книги Иова с подстрочными примечаниями»
- «Перевод с греческого книги Премудрости Иисуса, сына Сирахова»
- «Толкование посланий св. Апостола Павла к Галатам»
- «Объяснение экзегетического характера первых семи глав евангелиста Матфея», напечатанное в «Волынских епархиальных ведомостях»
- Первоначальный перевод с греческого «Книги правил»
- «Слова Агафангела, епископа Ревельского, викария спб. митрополии», СПб., 1859 г., 8°, 179 стр., и 1860 г., изд. в Вятке,
- «Слова» Агафангела, епископа Вятского и Слободского.
- В чем должно состоять высшее вполне каноническое управление отечественной церкви (Проект переустройства Св. Синода в Св. Правительствующий постоянный всероссийский собор) // Богословский сборник. Вып. 7. — М.: ПСТГУ, 2001. — С. 193—203.

В проповедях преосвященного виден светлый взгляд на нравственную жизнь христианина. Разбирая внешние проявления христианской жизни — смирение, труд, молчание, — оратор ставит их в связь с внутренним миром. Всякое слово его проникнуто теплотой чувства и выражением сердечного участия к положению подвергавшихся соблазнам. Проповедовал Агафангел до конца жизни, и последнее «Слово» его напечатано в «Волынских Епархиальных Ведомостях» в 1876 г., № 11. «Волынские Епарх. Ведом.», 1875 г., № 8. «СПб. Епарх. Ведом.», 1876 г., № 77. «Моск. Ведом.», 1870 г., № 49. «Вятск. Епарх. Ведом.», 1869 г., № 20. Ю. Толстой, «Списки архиереев», № 344. «Собр. мнений митр. Филарета», т. III, стр. 62 и 68. Чистович, «Ист. перевода Библии» и Письма Филарета к Антонию. П. Знаменский, «История Казанской духовной академии» (1842—1870 гг.), Казань, 1891 г., стр. 104—136.